# Stenbjerg Redningsstation
Stenbjerg Redningsstation är en dansk sjöräddningsstation, som inrättades 1894 i byn Stenbjerg vid Nordsjökusten i Thisteds kommun i Nordjylland, numera inom Nationalpark Thy. Den inrättades med räddningsbåt och raketapparat.
Den sista räddningsaktionen gjordes 1969, och stationen lades ned på 1970-talet. Stationshuset, som uppfördes 1931 vid landningsplatsen Stenbjerg Strand, är numera byggnadsminne. Byggnaden inrymmer en utställning om räddningsväsendet.